# Sol Schlinger
Sol Schlinger (New York, 9 giugno 1926 – 12 novembre 2017) è stato un sassofonista statunitense.
Nel corso della sua carriera suonò e registrò con Benny Goodman (1954) , Al Cohn (1955) , Manny Albam (1956) , Bob Brookmeyer (1957), Al McKusick (1957), Jimmy Giuffre (1959), con l'orchestra di George Russell (1960), con la jazz vocalist Chris Connor (1961), Mundell Lowe (1961), Tony Bennett (1962), Freda Payne (1963), Jimmy Rushing (1963), con il vibrafonista Johnny Lytle (1968) e molti altri musicisti.

## Discografia

### Strumentista
- B.G. In Hi-Fi (LP) - Capitol Records 1954
- Al Cohn And His "Charlie's Tavern" Ensemble and Shorty Rogers And His Augmented "Giants" - East Coast - West Coast Scene (LP, Album) - RCA Victor 1955
- The Sax Section (LP, Album) - Epic Records 1956
- Headstrong Manny Albam The Jazz Workshop (7", EP, Top) - RCA 1956
- Brookmeyer (LP, Album)	- Vik 1957
- The Jazz Workshop (LP, Album) - RCA Victor 1957
- The Music Man (LP, Album) Atlantic Records 1959
- George Russell And His Orchestra featuring Bill Evans - Jazz In The Space Age Decca Records 1960
- Free Spirits (LP, Album) - Atlantic 1961
- Satan In High Heels (LP, Album) - Charlie Parker Records 1961
- Tony Bennett With Ralph Sharon And His Orchestra - Tony Bennett At Carnegie Hall - CBS Records 1962
- Charleston 1970 (7", EP) - Warner Bros. Records 1962
- After The Lights Go Down Low And Much More!!! Impulse!	1963
- Five Feet Of Soul - Colpix Records 1963
- The Sound Of Velvet Soul (LP, Album) Solid State Records 1968
- You Never Know Who Your Friends Are - CBS 1969
- Oklahoma Toad - CTI Records 1970
- Cornucopia (LP, Album)	Solid State Records 1970
- The Teddy Charles Tentet - Atlantic 1972
- George Russell And His Orchestra featuring Bill Evans & Jon Hendricks - New York, N.Y. / Jazz In The Space Age - MCA Records 1973
- Curtis Fuller, J.J. Johnson, Frank Rosolino, Billy Ver Planck, Frank Wess - The Trombone Album - Savoy Records 1980
- Fascinating Rhythm, Benny Goodman & His Orchestra - Chess, PGP RTB 1980
- Bill, Miles, Joe, J.J., Phil & Art - Jazz Compositions (LP, Comp) - Columbia 1981
- In The Digital Mood - GRP Records 1983
- Lullaby Of Birdland and 8 more… Various - From West Coast To East Coast - RCA 	1983
- The Doodletown Fifers, Various - Big Bands: Big Band Bash - Time Life Music 1984
- Body And Soul - Bluebird 1986
- Trilogy: Past, Present & Future - Reprise Records 1988
- The Arrangers - Bluebird RCA 1988
- Cole Porter - From This Moment On - The Songs Of Cole Porter - Sony Music Special Products 1992
- In The Mood - Various - Digital Big Band Bash! - GRP 1993
- George Russell And His Orchestra* / Narration By Jon Hendricks - New York, N.Y. - MCA Records, Decca 1994
- Snowfall: The Christmas Album - Columbia 1994
- Stardust - Benny Goodman - Verve Jazz Masters 33 - Verve Records 1994
- Hi-De-Hi-De-Ho - RCA 1994
- Don't Be That Way and 8 more… Mr. Benny Goodman - The Benny Goodman Story - Capitol Jazz 1995
- Perdido - Pérez Prado & His Orchestra - Mondo Mambo! The Best Of Pérez Prado & His Orchestra - Rhino Records, RCA Special Products 1995
- The Bean Stalks Again - Coleman Hawkins - A Retrospective 1929 - 1963 - RCA 1995
- King Porter Stomp - Various - A Night Out With Verve - Verve Records 	1996
- Carol Stevens With Phil Moore's Music / Dudley Moore - That Satin Doll / Plays The Theme From Beyond The Fringe & All That Jazz - Collectables 2000
- Carol Stevens With Phil Moore's Music - That Satin Doll - Atlantic, Warner Music Japan Inc. 2007
- Jersey Bounce - Benny Goodman - The Quintessence. New York Los Angeles Stockholm 1935 - 1954 - Frémeaux & Associés 2007
- Coleman Hawkins With Billy Byers And His Orchestra - The Hawk In Hi-Fi - Columbia, Epic, Legacy, Sony Music Entertainment Inc. 2010
- Bobby Brookmeyer And His Orchestra (1956) RCA, Jazz Line
- B.G. In Hi-Fi - Capitol Records

### Compositore e arrangiatore
- Bikini (as Schlinger) and 2 more… Roulette Records 1958
- Erreur Fatale - Agent Provocateur - Peep Show - Sanctuary Records 2003